# Lemnek
Lemnek (románul: Lovnic, németül: Leblang) falu Romániában, Erdélyben, Brassó megyében.

## Fekvése
Fogarastól 21 kilométerre észak–északnyugatra fekszik.

## Nevének eredete
Neve végső soron valószínűleg szláv eredetű, és a román névben őrződött meg: délszláv lovník 'vadász'. Magyar neve egy korábbi szász névváltozat átvétele (Lemnech, 1733). Először 1206-ban, Villa Lewenech néven, majd 1289-ben mint Leubaigteluky, 1374-ben mint Lobendyk, 1488-ban mint Loffnicht, 1507-ben mint Lobling, 1536-ban mint Lebling, 1750-ben mint Lubnik és 1760–62-ben mint Leblang jelent meg.

## Története
Kőhalomszéki szász szabadfalu volt, majd 1876-tól Nagyküküllő vármegyéhez tartozott.
1850-ben 777 lakosából 520 volt német, 180 román és 71 cigány nemzetiségű; 511 evangélikus, 260 ortodox és 4 római katolikus vallású.
2002-ben 484 lakosából 248 vallotta magát román, 181 cigány, 36 német és 19 magyar nemzetiségűnek; 440 ortodox, 30 evangélikus, 9 református és 4 római katolikus vallásúnak.

## Látnivalók
- Egykori középkori, három toronnyal védett erődtemploma helyére 1886-ban, Johann és Karl Letz segesvári mérnökök terve alapján emelték mai evangélikus teremtemplomát.

## Híres emberek
- Itt született 1957-ben Christian Herrmann orientalista.